# Narella gigas
Narella gigas is een zachte koraalsoort uit de familie Primnoidae. De koraalsoort komt uit het geslacht Narella. Narella gigas werd in 2007 voor het eerst wetenschappelijk beschreven door Cairns & Bayer. 